# Blato na Cetini
Blato na Cetini (u prošlosti Blato od Radobilje) zagorsko je mjesto u Splitsko-dalmatinskoj županiji, u sastavu Grada Omiša.

## Zemljopisni položaj
Nalazi se uz rijeku Cetinu,a u mjestu je i cestovni most preko Cetine.

## Povijest
Rubno je naselje dviju starohrvatskih župa Poljica i Radobilje. U novom srednjem vijeku je u njemu vladala plemenitaška porodica Franići, potomstvo starog hrvatskog praplemstva. U planini blizu Blata na Cetini je prilikom gradnje autoceste pronađeno arheološko nalazište što je pozitivno utjecalo na popularnost mjesta. S južne strane Blata na Cetini proteže se planina Mosor po kojoj prolazi autocesta A1,a s istočne strane u daljini je predivan pogled na planinu Biokovo.
Naziv mjesta potječe od jezerskog blata koje je pravio tjesnac Cetine zvan "Jelača" sve do zadnjih desetljeća 18. st., a što je to područje činilo malaričnim i nepovoljnim za naseljavanje. Koncem 18. st. tjesnac puca i čitavo područje privlači brojne stanovnike, kako to svjedoči i 1792. godina urezana na kamenoj krstionici, koja se vjerojatno odnosi na znatnije proširenje crkve zbog priliva novog stanovništva.

## Stanovništvo
| broj stanovnika | 658   | 725   | 749   | 807   | 948   | 1030  | 1193  | 1135  | 1062  | 1084  | 1104  | 1116  | 848   | 760   | 573   | 465   | 462   |
|                 | 1857. | 1869. | 1880. | 1890. | 1900. | 1910. | 1921. | 1931. | 1948. | 1953. | 1961. | 1971. | 1981. | 1991. | 2001. | 2011. | 2021. |

## Obrazovanje
Blato na Cetini ima jednu osnovnu školu s 4 razreda, nakon kojih djeca idu u Šestanovac na daljnju naobrazbu.

## Šport
Kroz Blato je prošla 1. etapa prvog povijesnog biciklističkog Tour of Croatia.

MNK Blato na Cetini

## Poznate osobe
Osobe iz Blata na Cetini i rodom iz Blata na Cetini:
- Dražen Zečić, hrvatski glazbenik
- Tihomir Franković (podrijetlom iz Blata na Cetini), dvostruki olimpijac, osvajač brončane olimpijske medalje i svjetski prvak u veslanju[4]
- Živko Strižić, hrv. publicist i antikvar[5]
- Branimir Bartulović, hrv. slikar[6]
- Dujam Smoljanović - kuglač, bowlingaš i boćarski reprezentativac[7]
- Marko Smoljanović - inženjer i znanstvenik
- Mladen Smoljanović - epidemiolog
- Ivan Perišić, hrvatski nogometni reprezentativac